# Волчкова, Виктория Евгеньевна
Викто́рия Евге́ньевна Волчко́ва (в замужестве Буцаева; род. 30 июля 1982, Ленинград) — российская фигуристка, выступавшая в одиночном катании. Четырёхкратный бронзовый призёр чемпионата Европы (1999—2002), бронзовый призёр финала Гран-при (2002/03), серебряный призёр чемпионата России (2001, 2006), участница Олимпийских игр (2002). Мастер спорта России международного класса. По завершении соревновательной карьеры — тренер по фигурному катанию.

## Карьера фигуристки
До тринадцати лет тренировалась в Санкт-Петербурге в группе Алексея Мишина, но работала с его помощницей — Галиной Кашиной, так как сам Мишин в то время не занимался одиночницами. В 1995 году переехала в Москву к Виктору Кудрявцеву. Под его руководством Волчкова четыре раза подряд выигрывала бронзу чемпионатов Европы, три раза бронзу и один раз серебро чемпионатов России, два раза была бронзовым призёром чемпионатов мира среди юниоров. Участвовала в Олимпиаде 2002 года в Солт-Лейк-Сити и заняла там 9-е место.

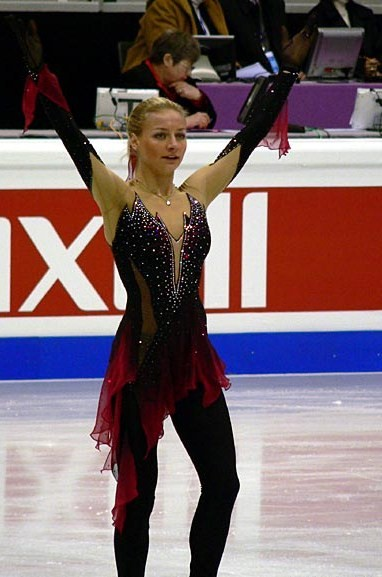
Виктория Волчкова на чемпионате Европы 2006

В июне 2002 года уехала тренироваться в Чикаго (США) к Олегу Васильеву. Под руководством Васильева Виктория выиграла московский этап Гран-при, сенсационно обыграв на нём Сашу Коэн и Ирину Слуцкую, отобралась в финал серии, где заняла третье место. Однако, уже летом 2003 года спортсменка вернулась в Москву, утверждая, что из группы Васильева её «выжили» Татьяна Тотьмянина и Максим Маринин, не желавшие делить с ней время и внимание тренера.
С новым тренером Еленой Чайковской Волчкова провально начала сезон, заняла лишь 6-е место на чемпионате России. Далее спортсменку начали преследовать травмы и болезни, и общего языка с Чайковской она найти не смогла. Уже в январе 2004 года Волчкова вернулась в группу Кудрявцева, работать с ней начала Марина Кудрявцева.
Благодаря второму месту на чемпионате России 2006 года была включена в состав олимпийской сборной команды России на Олимпиаду в Турин, но перед самым вылетом на соревнования была вынуждена отказаться от участия из-за серьёзной травмы. После этой травмы и последовавшей операции по удалению мениска Волчкова долго восстанавливалась, пробовала вернуться в спорт, но, заняв 5-е место на чемпионате России 2007, решила завершить карьеру.
По характеристике «Коммерсанта», Волчкова являлась одним из лидеров российского фигурного катания. Считалась талантливой фигуристкой, чьё катание выделялось безупречными линиями и высокими, но не всегда стабильными прыжками. Она владела большим спектром технических и выразительных средств и почти всегда безупречно выступала в первый день соревнований — короткой программе.

## Карьера тренера

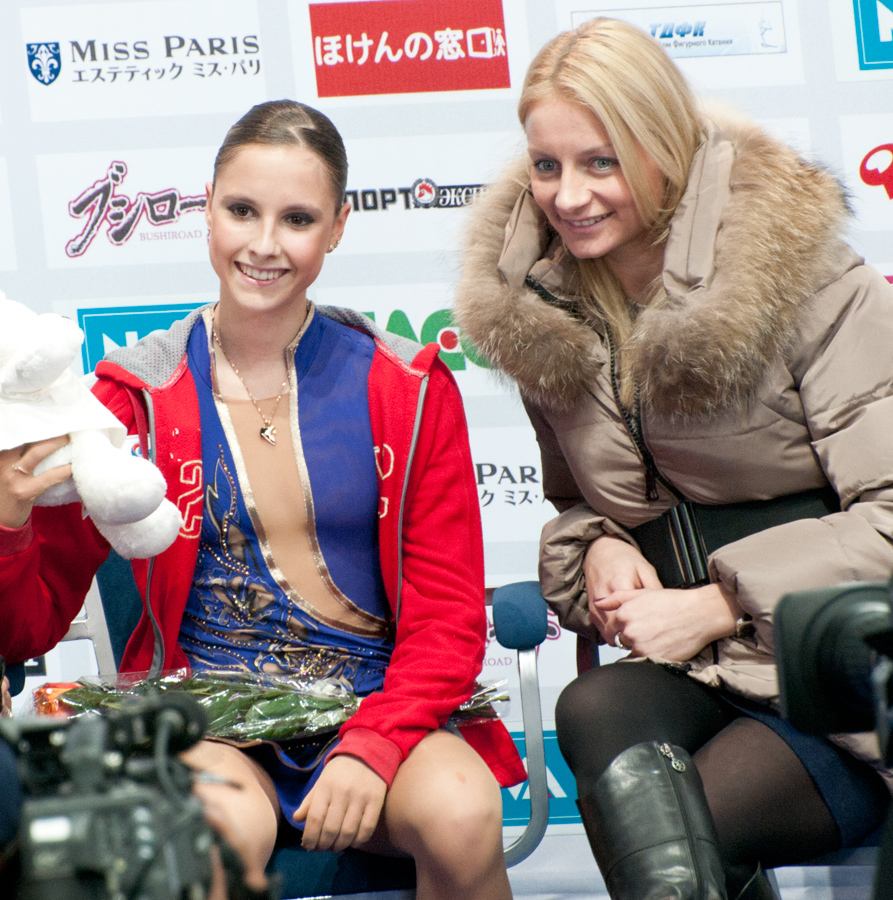
Виктория в качестве тренера (справа) со своей ученицей Софьей Бирюковой на Rostelecom Cup 2011.

После окончания соревновательной карьеры тренировала в паре с Виктором Кудрявцевым на катке «Москвич». Работала с такими спортсменами как Арина Мартынова, Сергей Добрин. Возглавляла отделение фигурного катания спортивной школы олимпийского резерва «Москвич».
Одними из её учеников были Софья Бирюкова, Полина Коробейникова, Анна Шершак, Никита Михайлов, Илья Яблоков и Алексей Ерохов. Также в группе Буцаевой катался «необыкновенно одаренный юноша», согласно «Коммерсанту», Владимир Самойлов. По оценке Татьяны Тарасовой, он владел высокими четверными прыжками и уникальной растяжкой подобно Юлии Липницкой.

## Личная жизнь
Замужем за российским хоккеистом Юрием Буцаевым. 10 марта 2012 года родила сына.

## Результаты
| Соревнования                | 96/97         | 97/98         | 98/99         | 99/00         | 00/01         | 01/02         | 02/03         | 03/04         | 04/05         | 05/06         | 06/07         |
| Международные               | Международные | Международные | Международные | Международные | Международные | Международные | Международные | Международные | Международные | Международные | Международные |
| --------------------------- | ------------- | ------------- | ------------- | ------------- | ------------- | ------------- | ------------- | ------------- | ------------- | ------------- | ------------- |
| Олимпийские игры            |               |               |               |               |               | 9             |               |               |               |               |               |
| Чемпионат мира              |               |               | 10            | 6             | 6             | 7             | 5             | 15            |               |               |               |
| Чемпионат Европы            |               |               | 3             | 3             | 3             | 3             | 8             |               |               | 9             |               |
| Финал Гран-при              |               |               |               | 6             |               |               | 3             |               |               |               |               |
| Гран-при Китая              |               |               |               |               |               |               |               | 7             | 2             |               |               |
| Гран-при Канады             |               |               |               |               |               |               | 3             |               |               |               |               |
| Гран-при США                |               |               |               |               | 4             | 3             | 6             | 6             |               |               |               |
| Гран-при России             |               |               |               |               | 5             | 2             | 1             |               |               |               | 8             |
| Гран-при Франции            |               |               |               | 2             | 2             | 4             |               |               |               |               |               |
| Гран-при Японии             |               |               |               | 2             |               |               |               |               | 5             |               |               |
| Мемориал Шефера             |               |               |               |               |               |               |               |               | 1             |               |               |
| Золотой конёк Загреба       |               |               |               | 1             |               |               |               |               |               |               |               |
| Игры доброй воли            |               |               | 3             |               |               | 7             |               |               |               |               |               |
| Finlandia Trophy            |               |               | 2             |               |               | 3             |               |               |               |               |               |
| Международные среди юниоров |               |               |               |               |               |               |               |               |               |               |               |
| Чемпионат мира              |               | 3             | 3             |               |               |               |               |               |               |               |               |
| Финал Гран-при              |               |               | 1             |               |               |               |               |               |               |               |               |
| Гран-при Украины            |               | 1             | 1             |               |               |               |               |               |               |               |               |
| Гран-при Словакии           |               | 1             | 1             |               |               |               |               |               |               |               |               |
| Национальные                |               |               |               |               |               |               |               |               |               |               |               |
| Чемпионат России            | 7             | 5             | 3             | 3             | 2             | 3             |               | 6             |               | 2             | 5             |